# Nikolina Gotal
Nikolina Gotal (Zagreb, 18. prosinca 1982.) je hrvatska komunikologinja, specijalistica za odnose s javnošću te bivša televizijska voditeljica. Glasnogovornica je Crvenog križa Zagreb.

## Životopis
Gotal je rođena 1982. godine u Zagrebu. Završila je Srednju ekonomsku školu u Vrbovcu. Diplomirala je turistički menadžment 2007. godine, a na Sveučilištu u Zagrebu je magistrirala komunikologiju 2012. godine.
Prvo pojavljivanje na televiziji Gotal je imala 2004. godine kao sudionica showa Hrvatski idol, hrvatske verzije Pop idola te showa Story Supernova Multi Talents u kojem se natjecala u kategoriji modela i osvojila treće mjesto. Iste godine je angažirana od Nove TV kao voditeljica vremenske prognoze. Na Novoj TV je radila do 2006. godine kada odlazi na Hrvatsku radioteleviziju (HRT) gdje je radila kao voditeljica emisije Automagazin.
Početkom 2009. godine prelazi u odjel za odnose s javnošću Ministarstva unutarnjih poslova Republike Hrvatske (MUP) gdje se zadržava sve do 2017. godine. Zajedno s povjesničarom Antom Nazorom i kolegama iz ministarstva izradila je monografiju Hrvatska policija u Domovinskom ratu koja je objavljena 2011. godine. Također, sudjelovala je u izradi knjige Alfe žive vječno! autora Stjepana Milkovića o Specijalnoj jedinici policije „Alfa“ koja je objavljena 2013. godine.
U srpnju 2017. godine Gotal postaje glasnogovornica Ministarstva hrvatskih branitelja, da bi u listopadu 2019. godine postala glasnogovornica Središnjeg državnog ureda za Hrvate izvan Hrvatske. Tijekom 2021. godine Gotal je bila savjetnica za odnose s javnošću u Hrvatskoj agenciji za nadzor financijskih usluga (HANFA) prije nego što krajem iste godine postaje glasnogovornica Crvenog križa Zagreb.

## Vanjske poveznice
- Nikolina Gotal u internetskoj bazi filmova IMDb-u (engl.)
- She's GotAll
- Nikolina Gotal na Instagramu